# Catabena sagittata
Catabena sagittata är en fjärilsart som beskrevs av Barnes och Mcdunnough 1913. Catabena sagittata ingår i släktet Catabena och familjen nattflyn. Inga underarter finns listade i Catalogue of Life.